# Стахів Теофілія
Теофілія Стахів (псевда «Марія», «Маруся», «Ірина», «Ірина Мороз», «Марта», «Гава»; народилась 1 вересня 1911 с. Носів Підгаєцький повіт — 23 червня 2003 м. Етобіко, штат Онтаріо) — українська повстанка, діячка ОУН та УПА, жертва політичних репресій, авторка спогадів. В пору активної молодості відома як Філя Бзова.

## Біографія
Донька Миколи і Ольги (з дому Мороз) Бзових. 
Закінчила львівську семикласну школу імені Маркіяна Шашкевича. Випускниця Учительскої семінарії Українського педагогічного товариства «Рідна школа». 

### Діяльність
Членкиня «Пласту», Союзу української націоналістичної молоді, ОУН. На початку 1930-х — член Підгаєцького повітового проводу ОУН, а з 1937 року «Гава» очолює його. На підвладній їй території розташовувалась підпільна друкарня Краєвої Екзекутиви ОУН.  
У серпні 1939 року заарештована та пізніше перевезена на місце позасудового інтернування супротивників польського режиму — до концентраційного табору у Березі-Картузькій. Від 1939 року — працівниця референтури пропаганди ОУН у Кракові. 
Восени 1941 року одружилася з підпільником Петром Федорівим («Дальнич»; розстріляний службами безпеки Польщі у 1950 році). З 1945 року — на Закерзонні. Виконувала особливі доручення провідника Ярослава Старуха. 1947 року заарештована та 1950 року засуджена на 12 років ув'язнення. 1958 року звільнена і 1960 року на запрошення чоловікового брата виїхала до Канади. Спочатку мешкали в Гамільтоні, згодом — у Торонто. Активістка Канадської жіночої громади. Вдруге одружилася з інженером Романом Стахівим, прожила з ним майже 35 років. Дітей не мала. 
До кола її знайомих належали Іван Габрусевич, Ярослав Старух, Василь Кук, Роман Шухевич, Михайло Турчманович, Степан Ленкавський.
2009 року Центр досліджень визвольного руху у Львові видав спогади «Теофілія: про Теофілію Бзову-Федорів-Стахів», які незадовго до її смерті записала й упорядкувала журналістка Марія Паньків з Варшави.

## Відзнаки
У 1998 році Американська жіноча громада включила її в список 100 найвизначніших героїнь світу.